# Karl Gustav Hammar
Karl Gustav Hilding Hammar, più conosciuto come K. G. Hammar (Hässleholm, 18 febbraio 1943), è un arcivescovo luterano e teologo svedese.
Hammar è stato Arcivescovo di Uppsala, primate della Chiesa di Svezia, dal 1997 al 2006.
Ha un Ph. D. ed è autore di molti libri sulla teologia.

## Carriera
Suo padre era un prete, e lui fu ordinato nella diocesi di Lund nel 1965, a 22 anni. Dal 1972 al 1975 ha insegnato al Trinity Theological College di Singapore. Tornò in patria per servire come prete della Chiesa di Svezia a Lund. Nel 1992, divenne vescovo e capo della diocesi, e nel 1997 fu eletto Arcivescovo di Uppsala. Poco dopo la sua elezione, ordinò Christina Odenberg, la prima donna vescovo svedese.

## Posizioni teologiche e politiche
Come capo della Chiesa, ha ottenuto molta popolarità, ma anche molte critiche, per le sue opinioni forti a favore dell'umanismo e della tolleranza. Si è battuto per l'amnistia per i rifugiati in Svezia, per la cancellazione del debito dei paesi poveri per un trattamento più umano dei detenuti e per la tolleranza nei confronti di seguaci di religioni diverse dal Cristianesimo. Ha criticato l'invasione dell'Iraq del 2003, definendo una possibile invasione come immorale e poco saggia, il capitalismo, e ha proposto il boicottaggio delle merci israeliane. L'ex leader dei Democratici Cristiani svedesi, Alf Svensson, l'ha definito un populista di sinistra.
Hammar ha espresso anche vedute teologiche permissive sull'omosessualità, ed è stato il primo arcivescovo svedese a pronunciarsi a favore dei diritti degli omosessuali. Fu multo criticato per aver permesso una mostra nella cattedrale di Uppsala, denominata Ecce Homo, nella quale alcune foto ricreavano motivi classici del cristianesimo, ma in contesti riguardanti l'omosessualità.

## Dimissioni
Il 25 agosto 2005, Hammar annunciò di volersi dimettere nell'estate del 2006, adducendo motivazioni personali, ma rifiutando di commentare ulteriormente la questione.

## Vita personale
K.G. Hammar è sposato e ha cinque figli.

## Genealogia episcopale e successione apostolica
La genealogia episcopale è:
- Cardinale Guillaume d'Estouteville, O.S.B.Clun.
- Papa Sisto IV
- Papa Giulio II
- Cardinale Achille Grassi
- Vescovo Paride Grassi
- Vescovo Peder Månsson
- Arcivescovo Laurentius Petri
- Vescovo Jacob Johannis
- Arcivescovo Laurentius Petri Gothus
- Arcivescovo Andreas Laurentii Björnram
- Vescovo Petrus Benedicti
- Arcivescovo Abraham Angermannus
- Arcivescovo Petrus Kenicius
- Arcivescovo Olaus Martini
- Arcivescovo Laurentius Paulinus Gothus
- Vescovo Jonas Magni Wexionensis
- Arcivescovo Johannes Canuti Lenaeus
- Vescovo Samuel Enander
- Arcivescovo Lars Stigzelius
- Arcivescovo Johan Baazius il Giovane
- Arcivescovo Olov Svebilius
- Arcivescovo Mattias Steuchius
- Arcivescovo Johannes Steuchius
- Arcivescovo Henrik Benzelius
- Arcivescovo Karl Fredrik Mennander
- Arcivescovo Uno von Troil
- Arcivescovo Jacob Axelsson Lindblom
- Arcivescovo Carl von Rosenstein
- Arcivescovo Johan Olof Wallin
- Arcivescovo Hans Olof Holmström
- Arcivescovo Henrik Reuterdahl
- Arcivescovo Anton Niklas Sundberg
- Vescovo Martin Johansson
- Vescovo Olof Bergqvist
- Arcivescovo Erling Eidem
- Arcivescovo Gunnar Hultgren
- Arcivescovo Ruben Josefson
- Arcivescovo Olof Sundby
- Arcivescovo Bertil Werkström
- Arcivescovo Karl Gustav Hammar

La genealogia episcopale è:
- Vescovo Christina Odenberg (1997)
- Vescovo Caroline Krook (1998)
- Vescovo Tony Guldbrandzén (2001)
- Vescovo Hans Stiglund (2002)
- Vescovo Esbjörn Hagberg (2002)
- Vescovo Carl Axel Aurelius (2003)
- Vescovo Lennart Koskinen (2003)
- Vescovo Erik Aurelius (2004)
- Vescovo Hans-Erik Nordin (2005)